# Nyssodrysternum vigintiguttatum
Nyssodrysternum vigintiguttatum là một loài bọ cánh cứng trong họ Cerambycidae.